# Lan Yan
Lan Yan, també coneguda com a Crazybarby Leni Lanyan i Little Cecelia Cheung (Xangai, 9 de març de 1986) és una actriu, cantant pop i model xinesa, amb arrels russes. Ha desenvolupat la seva carrera artística a Hong Kong on es va traslladar als divuit anys. Es va graduar en l'Acadèmia de Cinema de Xangai. I a més de protagonitzar pel·lícules han participat en sèrie de televisió com Heroes of Sui and Tang Dynasties (en pinyin: Sui Tang yingxiong) de l'any 2012. Ha estat guanyadora de diversos premis.

## Filmografia parcial
- 紫蝴蝶 (Zi hudie en pinyin, Purple Butterfly, 2003)
- Deng Xiaoping in 1928 (2004)
- 长恨歌 (en pinyin Changhen ge, Everlasting Regret, 2005)
- Kiss of the Butterfly (Potseluy babochki en rus, 2005)
- Home Run (2008)
- 3D肉蒲团之极乐宝鉴 (Ji le bao jian en pinyin, 2011, en el paper de Tie Yuxiang)
- One Step Away (2011)
- 请叫我英雄 (Hai dao le yuanen en pinyin, Good-for-Nothing Heros 2012)
- Tai ping gong zhu mi shi (pinyin, 2012)
- Walking Youth (2013)
- Youth Hormones (2013)
- Frightening (2013)
- Lost Yacht (2013)
- Lost (2013)
- Long's Story (Ying Han Nai Ba en pinyin, 2014)
- Crazy New Year's Eve (2015)
- Sky Sea (2015)
- Midnight Ghosts (2015)